# 849

## Události
- Uskutečnil se koncil v Quierzy.
- Východofranské vojsko bylo poraženo v bitvě u záseků.

## Hlavy státu
- Velkomoravská říše – Rostislav
- Papež – Lev IV.
- Anglie – Wessex a Kent – Ethelwulf
- Skotské království – Kenneth I.
- Východofranská říše – Ludvík II. Němec
- Západofranská říše – Karel II. Holý
- První bulharská říše – Presjan
- Byzanc – Michael III.
- Svatá říše římská – Lothar I. Franský